# Charlie Gerow
Charlie Gerow (ur. 1955) – amerykański prawnik, przedsiębiorca i polityk ze stanu Pensylwania. W 2010 roku Politics Magazine uznało go za jednego z najbardziej wpływowych republikanów w Pensylwanii. Prezes Quantum Communications, firmy zajmującej się komunikacją strategiczną i marketingiem. Pierwszy wiceprzewodniczący Amerykańskiej Unii Konserwatywnej.

## Biografia
Urodził się w południowej Brazylii, gdzie został adoptowany przez amerykańskich misjonarzy. Przybył do Stanów Zjednoczonych i zamieszkał w Pensylwanii. Absolwent Wydziału Prawa Villanova University, posiadający tytuł Juris Doctor. Wieloletni prawnik w Pensylwanii. Karierę rozpoczął jako doradca wyborczy prezydenta Ronalda Reagana, dla którego pracował przez ponad 25 lat, w tym przygotowania do jego pogrzebu.
Wieloletni uczestnik programu „Face the State”, w telewizji CBS, gdzie występuje jako analityk i komentator polityczny.
W przeszłości bezskutecznie kandydował do Kongresu i stanowej legislatury. Jako kandydat na gubernatora stanu Pensylwania w roku 2022 otrzymał zaledwie 18 tys. głosów w republikańskich prawyborach.